# Семёнов, Игорь Анатольевич
Игорь Анатольевич Семёнов  (31 октября 1960, СССР) — российский футболист, игрок в мини-футбол. Более всего известен выступлениями за московский клуб КСМ-24 и сборные СССР, СНГ и России по мини-футболу. Мастер спорта.

## Биография
В начале карьеры Семёнов играл за различные футбольные клубы низших лиг, среди которых были рязанский «Спартак» (1981—82), тольяттинское «Торпедо» (1983—85).
В 1986 играл в составе «Знамени Труда», в 1987 — за московское «Динамо-2».
В 1991 году стал игроком мини-футбольного клуба КСМ-24 из Москвы. В его составе выиграл первый и единственный в истории чемпионат СССР по мини-футболу, внеся большой вклад в успех команды. По итогам первенства он был признан его лучшим защитником.
Принял участие во всех 11 матчах в истории сборных СССР и СНГ по мини-футболу, отличившись в них 7 раз. В составе сборной России принял участие в двух матчах чемпионата мира 1992 года, после чего к матчам сборной не привлекался.
Играл за КСМ-24 до 1997 года, после чего завершил свои выступления на высоком уровне.
Одновременно с этим в 1993 и 1994 годах играл за финский клуб «КауПа-85», выступавший в низших лигах чемпионата Финляндии.
В 1999—2000 годах некоторое время являлся тренером (в том числе играющим) московского «Интеко», игравшего в первой лиге.
Позже — мини-футбольный арбитр и арбитр пляжного футбола.
Имеет высшее физкультурное образование.

## Достижения
- Чемпион СССР по мини-футболу 1991
- Обладатель Кубка Высшей Лиги: 1997

Личные:
- Лучший защитник чемпионата СССР 1991
- Лучший арбитр АМФР 2001—2002, 2005—2006
- Многократный чемпион и призёр ЦС «Динамо».
- Трёхкратный чемпион мира среди полицейских.
- Многократный чемпион Москвы по футболу и мини-футболу.
- Двукратный обладатель кубка «Гранд Табак».
- 4-кратный чемпион турнира памяти Льва Яшина.